# Hockey Pattinaggio Matera
L'Hockey Pattinaggio Matera è una società italiana di hockey su pista con sede a Matera. I suoi colori sociali sono il bianco e l'azzurro. Dal 1997 al 2016, prima della rifondazione, era nota col nome di Pattinomania Matera; nel 2016 non si iscrive al campionato di Serie A1 e vengono fondate due nuove società: l'Hockey Club Matera e appunto l'Hockey Pattinaggio Matera

## Cronistoria
| Cronistoria dell'Hockey Pattinaggio Matera |
| --- |
| - 1997 · Fondazione della Pattinomania Matera. - 1997-1998 · Serie B. - 1998-1999 · Serie B. Promosso in Serie A2. - 1999-2000 · 9º in Serie A2 girone B. - 2000-2001 · 5º in Serie A2 girone B. - 2001-2002 · 5º in Serie A2 girone B. - 2002-2003 · 4º in Serie A2. Eliminata alla prima fase a gironi di Coppa Italia. - 2003-2004 · 6º in Serie A2. - 2004-2005 · 9º in Serie A2. - 2005-2006 · 9º in Serie A2. Retrocesso in Serie B. - 2006-2007 · 1º in Serie B girone E, 6º alle final six . - 2007-2008 · 9º in Serie A2. - 2008-2009 · 6º in Serie A2. - 2009-2010 · 7º in Serie A2, eliminato ai quarti di finale dei play-off promozione. Eliminata alla prima fase di Coppa di Lega. - 2010-2011 · 4º in Serie A2, finalista play-off promozione. Promosso in Serie A1. Eliminata alla prima fase a gironi di Coppa Italia. - 2011-2012 · 12º in Serie A1, vince i play-out. Eliminata alla prima fase a gironi di Coppa Italia. - 2012-2013 · – 13º in Serie A1. Retrocesso in Serie A2 . Eliminata alla prima fase a gironi di Coppa Italia. - 2013-2014 · 12º in Serie A1. - 2014-2015 · 10º in Serie A1. - 2015-2016 · 2º in Serie A1, eliminato in semifinale dei play-off scudetto. Eliminata in semifinale di Coppa Italia. Eliminata in semifinale di Coppa CERS. - 2016 · Per irregolarità nella domanda di iscrizione viene esclusa dal campionato di serie A1 e si scioglie . - 2016 · La società viene rifondata con il nome di Hockey Pattinaggio Matera. - 2016-2017 · 2º in Serie B girone D, 8º alle final eight. - 2017-2018 · 1º in Serie B girone D, 3º alle final eight. - 2018-2019 · 2º in Serie B girone E. Eliminato ai quarti di finale di Federation Cup. - 2019-2020 · Serie B. Stagione interrotta a causa della pandemia di COVID-19. - 2020-2021 · 3º in Serie A2 girone B, finalista play-off promozione. Promosso in Serie A1. - 2021-2022 · 14º in Serie A1, 4º ai play-out. Retrocesso in Serie A2. - 2022-2023 · in Serie B girone F. |

## Statistiche

### Partecipazioni ai campionati
| Livello | Categoria | Partecipazioni | Debutto   | Ultima stagione | Totale |
| ------- | --------- | -------------- | --------- | --------------- | ------ |
| 1º      | Serie A1  | 6              | 2011-2012 | 2021-2022       | 6      |
| 2º      | Serie A2  | 12             | 1999-2000 | 2020-2021       | 12     |
| 3º      | Serie B   | 8              | 1997-1998 | 2022-2023       | 8      |

### Partecipazione alle coppe nazionali
| Competizione                 | Partecipazioni | Debutto   | Ultima stagione |
| ---------------------------- | -------------- | --------- | --------------- |
| Coppa Italia                 | 5              | 2002-2003 | 2015-2016       |
| Coppa di Lega/Federation Cup | 2              | 2009-2010 | 2018-2019       |

### Partecipazioni alle coppe europee
| Competizione   | Partecipazioni | Debutto   | Ultima stagione |
| -------------- | -------------- | --------- | --------------- |
| Coppa CERS/WSE | 1              | 2015-2016 | 2015-2016       |

## Organico

### Giocatori
Dati aggiornati alla stagione 2021-2022, tratti dal sito internet ufficiale della Federazione Italiana Sport Rotellistici.''
| N° | Naz.              | Ruolo | Sportivo               |  |  |  |
| -- | ----------------- | ----- | ---------------------- |  |  |  |
| 2  | Italia (bandiera) | E     | Luca Santeramo         |  |  |  |
| 3  | Italia (bandiera) | E     | Conrado Piozzini       |  |  |  |
| 5  | Italia (bandiera) | E     | Angelo Depalma         |  |  |  |
| 6  | Italia (bandiera) | E     | Giuseppe Corrado       |  |  |  |
| 8  | Italia (bandiera) | E     | Giuseppe Clemente      |  |  |  |
| 10 | Italia (bandiera) | P     | Giacomo Xiloyannis     |  |  |  |
| 19 | Italia (bandiera) | E     | Cosimo Di Francesco    |  |  |  |
| 20 | Italia (bandiera) | P     | Valerio Chieco         |  |  |  |
| 66 | Italia (bandiera) | E     | Pierluigi Amendolagine |  |  |  |

### Staff tecnico
- Allenatore:  Emanuele Santochirico
- Allenatore in seconda:
- Preparatore atletico:
- Meccanico: